# Episodi di Childrens Hospital (prima stagione)
La prima stagione della serie televisiva Childrens Hospital, composta da 5 episodi, è stata trasmessa negli Stati Uniti, da Adult Swim, dall'11 luglio all'8 agosto 2010.
I dieci webisodi della serie originale sono stati raddoppiati e riformattati come episodi televisivi, presentando una pubblicità parodia tra i due segmenti intitolata Epic 12 Hour Season Finale Event che si concentra su un gruppo clandestino di agenti governativi noti come NTSF:SD:SUV::. Inoltre viene mostrato un messaggio del creatore Rob Corddry alla fine di ogni episodio.
In Italia la stagione è inedita.
| nº | Titolo originale               | Prima TV USA   |
| -- | ------------------------------ | -------------- |
| 1  | A Hospital Isn't a Place       | 11 luglio 2010 |
| 2  | Monkeys, That's What We Are    | 18 luglio 2010 |
| 3  | Very Special Episode           | 25 luglio 2010 |
| 4  | This Kid's Getting a Vasectomy | 1º agosto 2010 |
| 5  | Nut Cutters?                   | 8 agosto 2010  |

## A Hospital Isn't a Place
- Titolo originale: A Hospital Isn't a Place
- Diretto da: Rob Corddry
- Scritto da: Rob Corddry

### Trama
Quando Cat rompe con Glenn, Lola decide di essere di supporto e rompere con il suo ragazzo, Owen, convincendolo che lei ha un cancro al cervello. Le cose si fanno tese dopo che Cat inizia a starnutire su Lola. Nel frattempo, Briggs cerca di riportare Owen nelle forze di polizia.
- Guest star: Nate Corddry (Dr. Jason Mantzoukas), Ed Helms (Dr. Ed Helms), Dannah Feinglass (madre sconvolta), Michael Cera (Sal Viscuso), Nick Offerman (Tenente Chance Briggs).
- Altri interpreti: Paul Scheer (Trent Hauser), June Diane Raphael (Piper Ferguson), Rob Riggle (Presidente della Marina).

## Monkeys, That's What We Are
- Titolo originale: Monkeys, That's What We Are
- Diretto da: Rob Corddry
- Scritto da: Rob Corddry

### Trama
Il capo convoca una riunione del personale per discutere dell'inesistente tumore al cervello di Lola, oltre ad aiutare un ragazzo che è invecchiato rapidamente. Nel frattempo, Blake cerca di aiutare le persone attraverso il potere curativo delle risate.
Viene presentata una finta pubblicità per una bevanda antidepressiva ai frutti di bosco chiamata Nutricai.
- Guest star: Nate Corddry (Dr. Jason Mantzoukas), Ed Helms (Dr. Ed Helms), Nick Offerman (Tenente Chance Briggs), Nick Kroll (Nicky), Zandy Hartig (madre di Nicky).
- Altri interpreti: Chris Elliott (narratore della pubblicità del Nutricai).

## Very Special Episode
- Titolo originale: Very Special Episode
- Diretto da: Rob Corddry
- Scritto da: Rob Corddry e Jonathan Stern

### Trama
Un altro dottore cerca di usare il metodo della risata di Blake. Inoltre viene raccontato il punto di vista di un medico in visita da Porto Rico.
- Guest star: Nick Offerman (Tenente Chance Briggs), Jason Sudeikis (Dr. Robert 'Bobby' Fiscus), Seth Morris (Dr. Nate Schachter), Jamie Denbo (Infermiere Robin), Brian Huskey (pagliaccio vagabondo) Michael Cera (Sal Viscuso), David Wain (se stesso), Joe Lo Truglio (voce di Antonio Zavala), Cutter Garcia (Dr. Antonio Zavala).
- Altri interpreti: Paul Scheer (Trent Hauser), June Diane Raphael (Piper Ferguson), Rob Riggle (Presidente della Marina).

## This Kid's Getting a Vasectomy
- Titolo originale: This Kid's Getting a Vasectomy
- Diretto da: Rob Corddry
- Scritto da: Rob Corddry

### Trama
Glen è arrabbiato per il nuovo fidanzato di Cat. Nel frattempo, un nuovo medico potrebbe essere in grado di curare il capo. Più tardi, Blake sfida Nate a una competizione in cui i due medici devono eseguire un intervento chirurgico usando solo il potere curativo delle risate.
- Guest star: Ed Helms (Dr. Ed Helms), Nate Corddry (Dr. Jason Mantzoukas), Nick Kroll (Nicky), Zandy Hartig (madre di Nicky), Jason Sudeikis (Dr. Robert 'Bobby' Fiscus), Seth Morris (Dr. Nate Schachter), Jamie Denbo (Infermiere Robin), A.D. Miles (Ribbon Cutter), John Ross Bowie (Dr. Max von Sydow), Michael Cera (Sal Viscuso).
- Altri interpreti: Paul Scheer (Trent Hauser), June Diane Raphael (Piper Ferguson), Rob Riggle (Presidente della Marina).

## Nut Cutters?
- Titolo originale: Nut Cutters?
- Diretto da: Rob Corddry
- Scritto da: Rob Corddry

### Trama
Blake ha scoperto del finto tumore di Lola e chiede di usare "il potere curativo delle risate" per curarlo, al fine di sconvolgere il suo clown rivale, il dottor Nate Schachter. Nel frattempo, Glen cerca di vendicarsi del nuovo fidanzato di Cat, un bambino di sei anni di nome Little Nicky, facendogli una vasectomia, mentre il dottor Max Von Sydow si offre di curare il capo. Dopo aver eseguito l'intervento, il capo assomiglia a Eva Longoria. Intanto Blake cerca di curare il tumore inesistente di Lola con il potere curativo delle risate, uccidendola accidentalmente nel processo. Blake annuncia quindi i suoi piani per avviare il proprio studio privato in uno spin-off chiamato Dr. Blake Downs, M.D. At the funeral, nel quale si scopre che Lola ha simulato la sua morte e ha partecipato sotto mentite spoglie.
- Guest star: Nick Offerman (Tenente Chance Briggs), Nick Kroll (Nicky), Zandy Hartig (madre di Nicky), Seth Morris (Dr. Nate Schachter), Jamie Denbo (Infermiere Robin), John Ross Bowie (Dr. Max von Sydow), Michael Cera (Sal Viscuso), Eva Longoria (il nuovo capo), Ed Helms (Dr. Ed Helms), Nate Corddry (Dr. Jason Mantzoukas).
- Altri interpreti: Paul Scheer (Trent Hauser), June Diane Raphael (Piper Ferguson), Rob Riggle (Presidente della Marina).